# Port Victoria (Kenia)
Port Victoria – miasto w Kenii, nad Jeziorem Wiktorii, w hrabstwie Busia. Liczy 12,2 tys. mieszkańców. Główną działalnością mieszkańców miasta jest rybołówstwo. 